# They’ve Actually Gotten Worse Live
They’ve Actually Gotten Worse Live – płyta punkrockowego zespołu NOFX wydana w 2007 roku. Album jest drugim albumem z nagraniami na żywo po I Heard They Suck Live (1995).

## Lista utworów
1. Intro/Glass War
2. You're Wrong
3. Franco Un-American
4. Scavenger Type
5. What's the Matter With Parents Today
6. The Longest Line
7. Happy Birthday You're Not Special
8. Eat the Meek
9. Murder the Government
10. Monosylabic Girl
11. I'm Telling Tim
12. See Her Pee
13. Can't Get the Stink Out
14. Instant Crassic
15. I Wanna Be an Alcoholic
16. Fuck the Kids
17. Juicehead
18. What Now My Love
19. Lori Meyers
20. We March To the Beat Of Indifferent Drum
21. I, Melvin
22. Green Corn
23. Whoops I OD'd
24. Stickin’ In My Eye